# 今川範叙
今川 範叙（いまがわ のりのぶ）は、江戸時代の高家旗本。今川義順の三男。後に国寛、国広を称した。通称は彦三郎。明治維新後は得多郎と称する。母は松浦静山の娘。今川氏23代（最後）の当主。

## 生涯

### 高家から若年寄へ
天保12年（1841年）8月4日、父義順の死去により家督を相続する。嘉永2年（1849年）11月15日、将軍家慶に初御目見する。嘉永3年（1850年）10月28日に高家職に就任し、従五位下・侍従に叙任、駿河守を称した。のち文久2年（1862年）11月に刑部大輔と改める。なお、名乗りは元治元年（1864年）3月23日に「国寛」、慶応2年12月15日（1867年）に「国広」に改めている（本項では範叙で統一する）。
高家として伊勢神宮・日光東照宮代参使などを務める。安政元年（1854年）4月には、御所炎上見舞いのため京都御使を務めている。
慶応2年12月9日（1867年）、惣髪の許可を得る。慶応4年（1868年）2月25日、高家職はそのまま若年寄に就任した。『徳川実紀』によれば若年寄のほうが兼任というべき、異例の形であった。範叙の若年寄起用は、新政府の東征軍が江戸に向かって進発する一方、徳川慶喜が謹慎・恭順の姿勢を示す情勢の中で、伝統的に対朝廷交渉を担ってきた高家から登用されたものと推測される。幕末期に若年寄の権限が低下し、また非常時という事情はあるが、高家出身で若年寄になったのは範叙が唯一の事例である。幕府側による徳川家の嘆願運動が行われる中で、範叙（国広）も3月27日付で東征大総督有栖川宮熾仁親王宛に嘆願書を提出する。徳川慶喜を謹慎とする勅旨が到達してまもなく、4月5日に若年寄を解任されている。4月11日、江戸城は開城し、幕府は終焉を迎えた。

### 維新後
維新後、範叙は新政府に帰順して朝臣となることを選んだ。5月28日、範叙は元・高家旗本ということで中大夫身分となり、5月30日には東京府から本領安堵の布達が出された。11月には触頭（所属する旧・幕臣（触下）に新政府の通達を伝達し、また触下からの書類を政府に取り次ぐ役）に就任する。明治2年（1869年）2月18日、新政府の命令により、神田橋の屋敷を上知する。同年3月24日、屋敷の上知にともなって新政府から500両を賜る。
明治2年（1869年）12月2日、版籍奉還に対応する中大夫などの禄制改革が行われて知行地の収公が決定された。範叙は士族に編入されるとともに、家禄として75石が支給されるようになった。この措置により知行権が否定され、家臣団の扶助も不可能になったため、明治3年（1870年）8月頃から明治4年（1871年）3月にかけて、家臣たちに暇を出している。
範叙は「今川侍従」「今川従五位」と称していたが、位階や官名を通称とすることを禁止する布告が出たため、明治3年（1870年）11月21日、通称を「得多郎」と改める。明治4年（1871年）2月、病気を理由に触頭を辞職している。維新後は家庭的にも恵まれず、明治2年（1869年）9月に妻、明治5年（1872年）6月には嫡子淑人を失っている。
明治7年（1874年）の暮れ、範叙の没落を見かねた観泉寺の住職は、旧・今川家知行地で募金を行った。範叙は明治8年（1875年）1月28日、住職から義捐金20円を受け取っている。範叙と知行地との金銭的な関係は、これが最後となる。
範叙のその後はほぼ不明であるが、明治13年（1880年）5月に長女が結婚した折、浅草区向柳原（現：台東区浅草橋）の士族の家に同居していたことが確認できる。長延寺過去帳によると、明治20年（1887年）11月3日死去。
静岡臨済寺の今川廟には、範叙の筆になる扁額が残されている。

## 系譜
嫡子淑人は早世し、唯一成長した長女は他家に嫁いだ。範叙の死をもって、今川氏の男系直系は絶家した。
父母
- 父：今川義順
- 母：松浦静山の娘・機

妻
- 妻：桂林院殿（? - 明治2年（1869年）9月4日）
安政2年（1855年）に結婚したことと、没した日付、法名が桂林院殿鮮室涼光大姉であり、長延寺に葬られたということしかわからない。

子女
1男2女があった。
- 淑人（安政元年（1854年）? - 明治5年（1872年）6月22日）
幼名は龍稚丸。明治元年（1868年）12月12日に元服願いが提出されている。願書では15歳となっており、これを信じれば安政元年（1854年）生まれであるが、両親の結婚年と合わないため、おそらく実際の年齢より年上として届けられている（官年）と推測される。明治5年（1872年）、父に先立って死去した。安政元年生まれとして計算するならば享年19となるが、実際にはこれより若かった。
- せん（安政5年2月13日（1858年） - 明治37年（1904年）7月14日）
明治13年（1880年）5月、今川家旧知行地である上鷺宮村の有力者・篠富孝の後妻となった。享年47。法名は松徳院仙誉妙蔵大姉。
- 娘（? - 文久2年（1862年）閏8月21日）
法名は麗泉院殿秋谿禅孩女。長延寺に葬られた。